# Liguri
Liguri – wieś w Estonii, w prowincji Võru, w gminie Varstu.